# Роста
Ро̀ста (на италиански и на пиемонтски: Rosta) е малък град и община в Метрополен град Торино, регион Пиемонт, Северна Италия. Разположено е на 399 m надморска височина. Към 1 януари 2020 г. населението на общината е 5043 души, от които 215 са чужди граждани.